# USS Gwin (DD-433)
O USS Gwin foi um contratorpedeiro operado pela Marinha dos Estados Unidos e a sétima embarcação da Classe Gleaves. Sua construção começou em junho de 1939 no Estaleiro Naval de Boston e foi lançado ao mar em maio de 1940, sendo comissionado na frota norte-americana em janeiro do ano seguinte. Era armado com uma bateria principal de cinco canhões de 127 milímetros e dez tubos de torpedo de 533 milímetros, tinha um deslocamento de mais de duas mil toneladas e conseguia alcançar uma velocidade máxima de 37 nós (69 quilômetros por hora).
O Gwin começou sua carreira realizando patrulhas de neutralidade no Mar do Caribe e Oceano Atlântico até a entrada dos Estados Unidos na Segunda Guerra Mundial, quando foi transferido para a Frota do Pacífico. Ele lutou na Batalha de Midway em junho de 1942 e resgatou sobreviventes do porta-aviões USS Yorktown. Em seguida atuou como escolta para forças tarefas na Campanha de Guadalcanal e participou da Batalha Naval de Guadalcanal em novembro, quando foi atingido por dois disparos inimigos, com a embarcação depois recuando até a Califórnia para reparos.
O navio retornou ao serviço em abril de 1943 e foi colocado na escolta de diversos comboios de suprimentos e pessoal durante a Campanha nas Ilhas Salomão, sendo quase alvejado em junho enquanto dava apoio para desembarques na ilha de Rendova e abatendo três aeronaves inimigas. O contratorpedeiro em seguida fez parte de uma força tarefa para interceptar um "Expresso de Tóquio", o que resultou na Batalha de Kolombangara na noite de 12 para 13 julho. O Gwin acabou torpedeado por um contratorpedeiro japonês e foi deliberadamente afundado pouco depois.